# (14348) Cumming
(14348) Cumming est un astéroïde de la ceinture principale.

## Description
(14348) Cumming est un astéroïde de la ceinture principale. Il fut découvert le 20 octobre 1985 à l'observatoire Kvistaberg par Claes-Ingvar Lagerkvist. Il présente une orbite caractérisée par un demi-grand axe de 2,61 UA, une excentricité de 0,04 et une inclinaison de 22,7° par rapport à l'écliptique.

## Compléments